# (13595) 1994 PL3
A (13595) 1994 PL3 a Naprendszer kisbolygóövében található aszteroida. Eric Walter Elst fedezte fel 1994. augusztus 10-én.